# نبرد تربیا

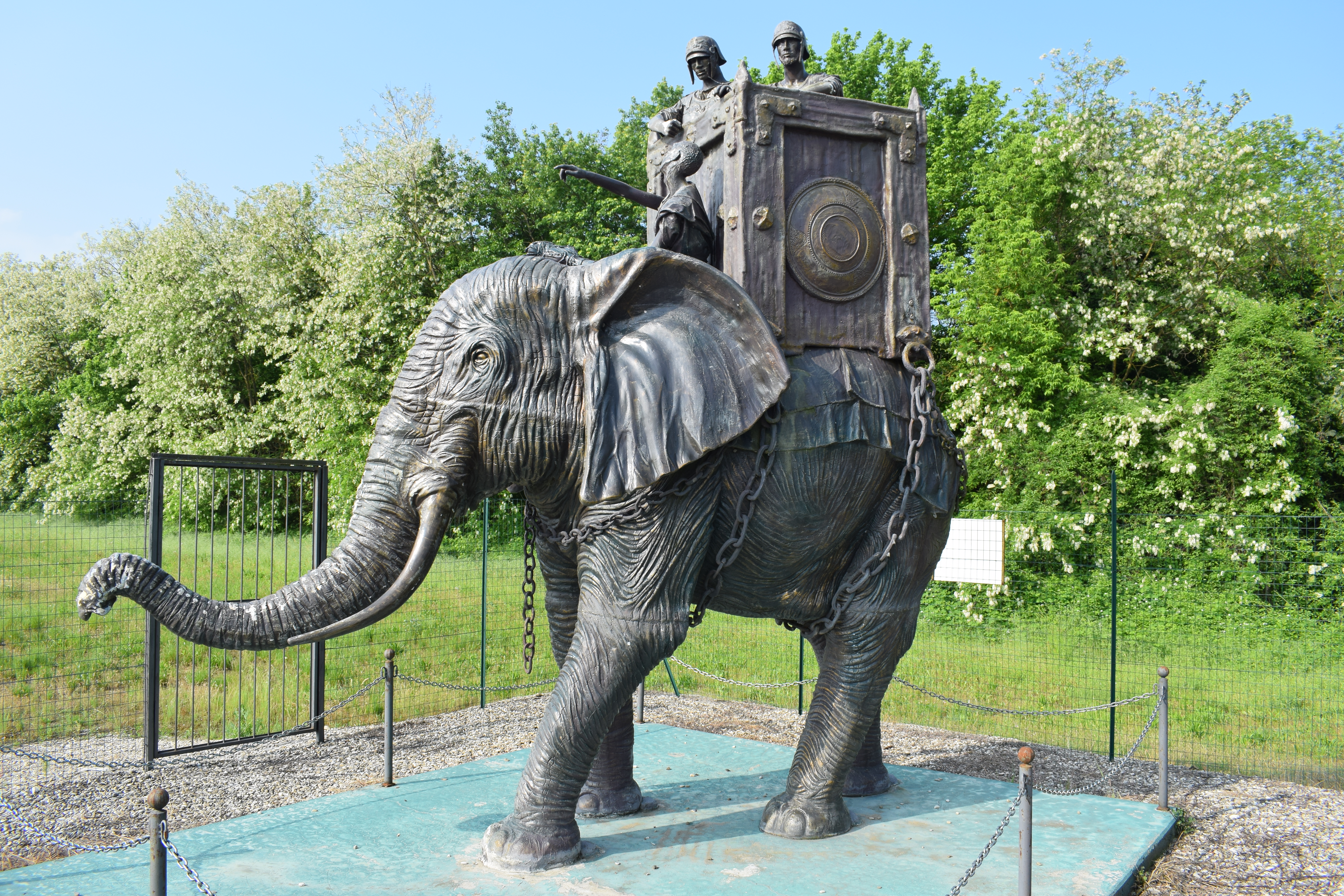
نمایی از بنای یادبود نبرد تربیا در جنوب غربی پیاچنتسا - ۲۰۱۸

نبرد تربیا یکی از نبردهای دومین جنگ کارتاژ بود که طی آن سپاه کارتاژ به فرماندهی هانیبال نیروهای جمهوری روم به فرماندهی تایبریوس سمپرونیوس را در دسامبر ۲۱۸ پیش از میلاد در محل رود تربیا در ناحیه پیاچنزا شکست دادند. در این نبرد هر دو سپاه از حدود ۴۰,۰۰۰ سرباز تشکیل شده بودند، اما رومیان به شدت شکست خوردند به طوری که تنها ۱۰,۰۰۰ نفر از ۴۰,۰۰۰ نیروی رومی از میدان نبرد زنده برگشتند. 